# خافيير فرنانديز (لاعب كرة سلة)
خافيير فرنانديز (بالإسبانية: Xavi Fernández)‏ (12 فبراير 1968 بلوسبيتاليت دي يوبريغات في إسبانيا - ) هو مدرب رياضي ولاعب كرة سلة إسباني في مركز هجوم صغير الجسم، شارك في الألعاب الأولمبية الصيفية 1992 وبطولة أمم أوروبا لكرة السلة 1995. ولعب مع نادي برشلونة.

## وصلات خارجية
- كزافييه فرنانديز على موقع الاتحاد الدولي لكرة السلة (الإنجليزية)
- كزافييه فرنانديز على موقع الدوري الإسباني لكرة السلة (الإسبانية)
- كزافييه فرنانديز على موقع كرة السلة الأوروبية.كوم (الإنجليزية)
- كزافييه فرنانديز على موقع ريلجم (الإنجليزية)
- كزافييه فرنانديز على موقع بروبوليرز (الإنجليزية)
- كزافييه فرنانديز على موقع سبورتس رفرنس (الإنجليزية)
- كزافييه فرنانديز على موقع أوليمبيديا (الإنجليزية)